# Камский (село, Рыбно-Слободский район)
Камский — село в Рыбно-Слободском районе Татарстана. Входит в состав Шумбутского сельского поселения.

## География
Находится в центральной части Татарстана, в низовьях реки Шумбут в 32 км к востоку от посёлка городского типа Рыбная Слобода.

## История
Основано в 1930-х годах как поселок Камский леспромхоз.

## Население
Постоянных жителей было: в 1970 году — 573, в 1989—144, в 2002 году 68 (татары 75 %), в 2010 году 43.